# Augsburg College
Augsburg College is een groot, christelijk liberal arts college, gelegen in de Amerikaanse plaats Minneapolis in de staat Minnesota.
Dit in 1869 opgerichte college is verbonden aan de Lutheranisme en heeft ongeveer 3800 studenten en 238 medewerkers in de academische staf. 